# Dromedar-Zahnspinner

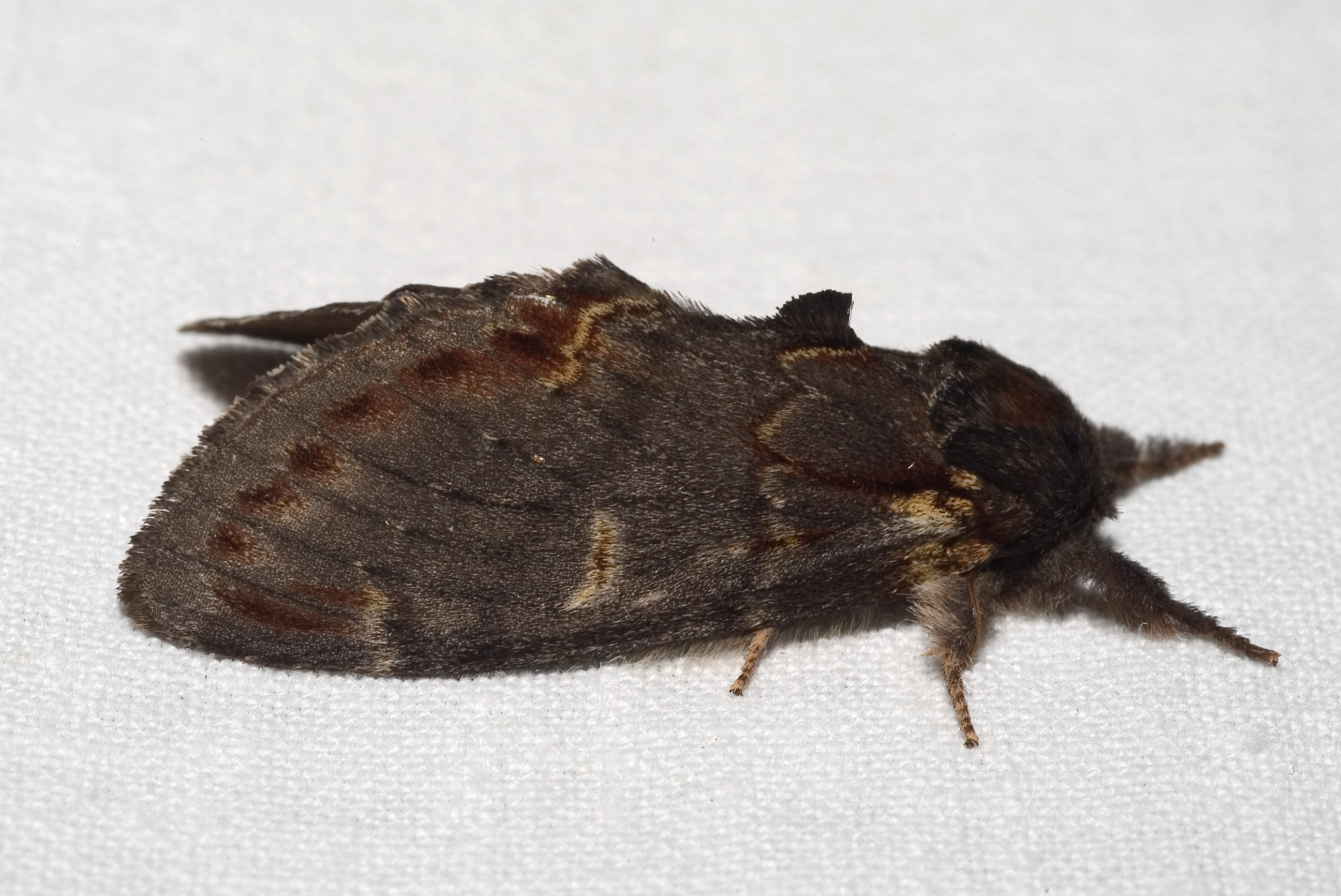
Falter von der Seite

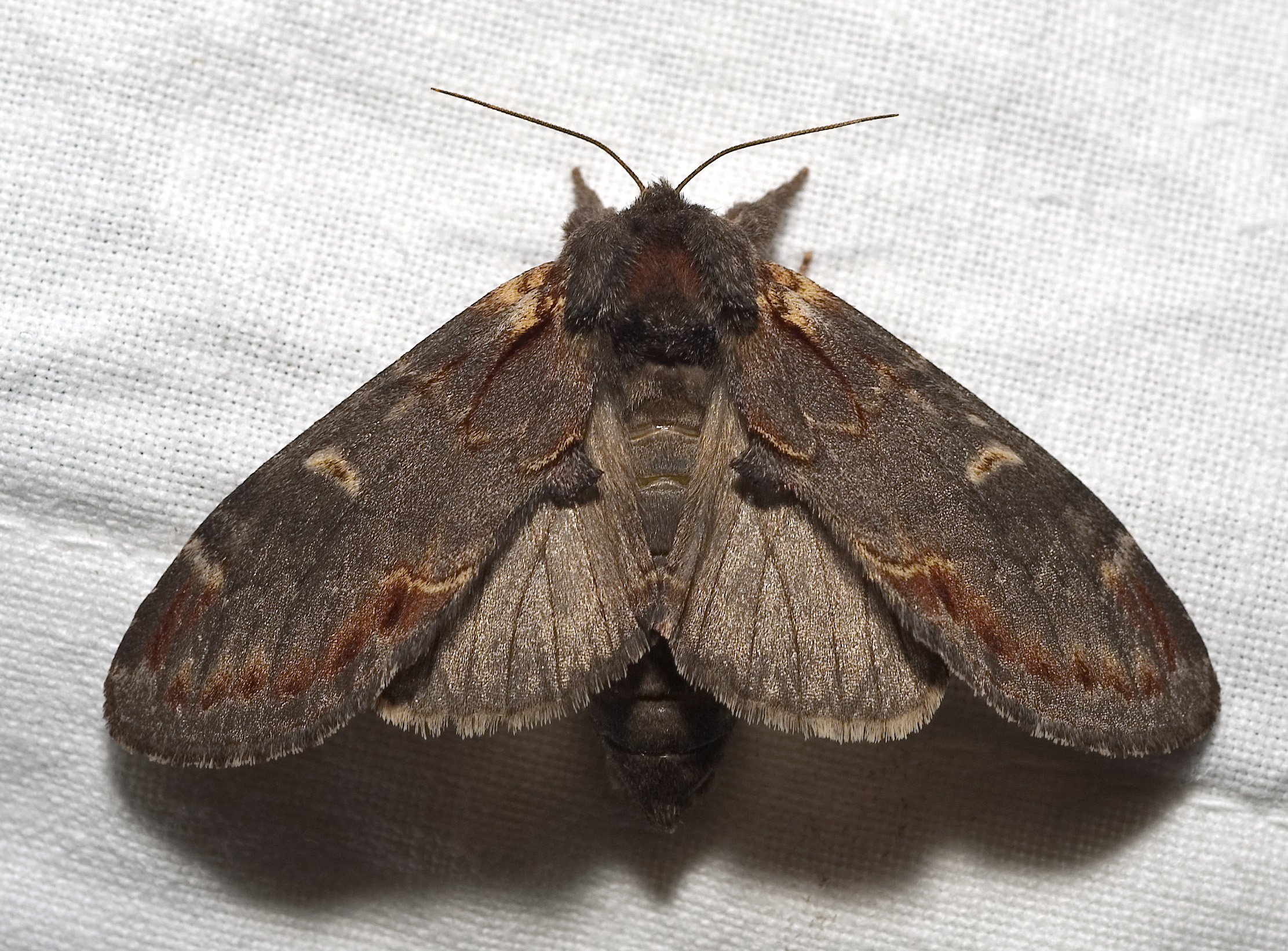
Falter mit ausgebreiteten Flügeln

Der Dromedar-Zahnspinner oder Erlen-Zahnspinner (Notodonta dromedarius) ist ein Schmetterling (Nachtfalter) aus der Familie der Zahnspinner (Notodontidae).

## Merkmale
Die Falter erreichen eine Flügelspannweite von 35 bis 45 Millimetern. Sie haben graue Vorderflügel mit rostbraunen und gelblichen Flecken und dunklen Zackenbinden. Entlang des Vorderflügelaußenrandes verläuft eine unterbrochene rostbraune Binde. Die Hinterflügel sind hellgrau gefärbt.
Die Raupen werden ca. 38 Millimeter lang und sind auf der Oberseite gelb, nach unten ins grün verlaufend gefärbt. Selten sind sie oliv- und graubraun. Sie haben auf dem vierten bis zum siebenten und am elften Segment spitze Rückenhöcker, die mit Ausnahme des elften auf den Spitzen weiß mit einer rotbraunen Umrandung gefärbt sind. Auf dem Rücken sind drei rote Streifen zu sehen, die manchmal zu einem breiten Mittelstreifen zusammenfließen. Sie haben an den Seiten oberhalb der Beine auch rote Seitenstreifen. Die Stigmen sind schwarzgrau oder gelblich mit einer dunklen Zeichnung.

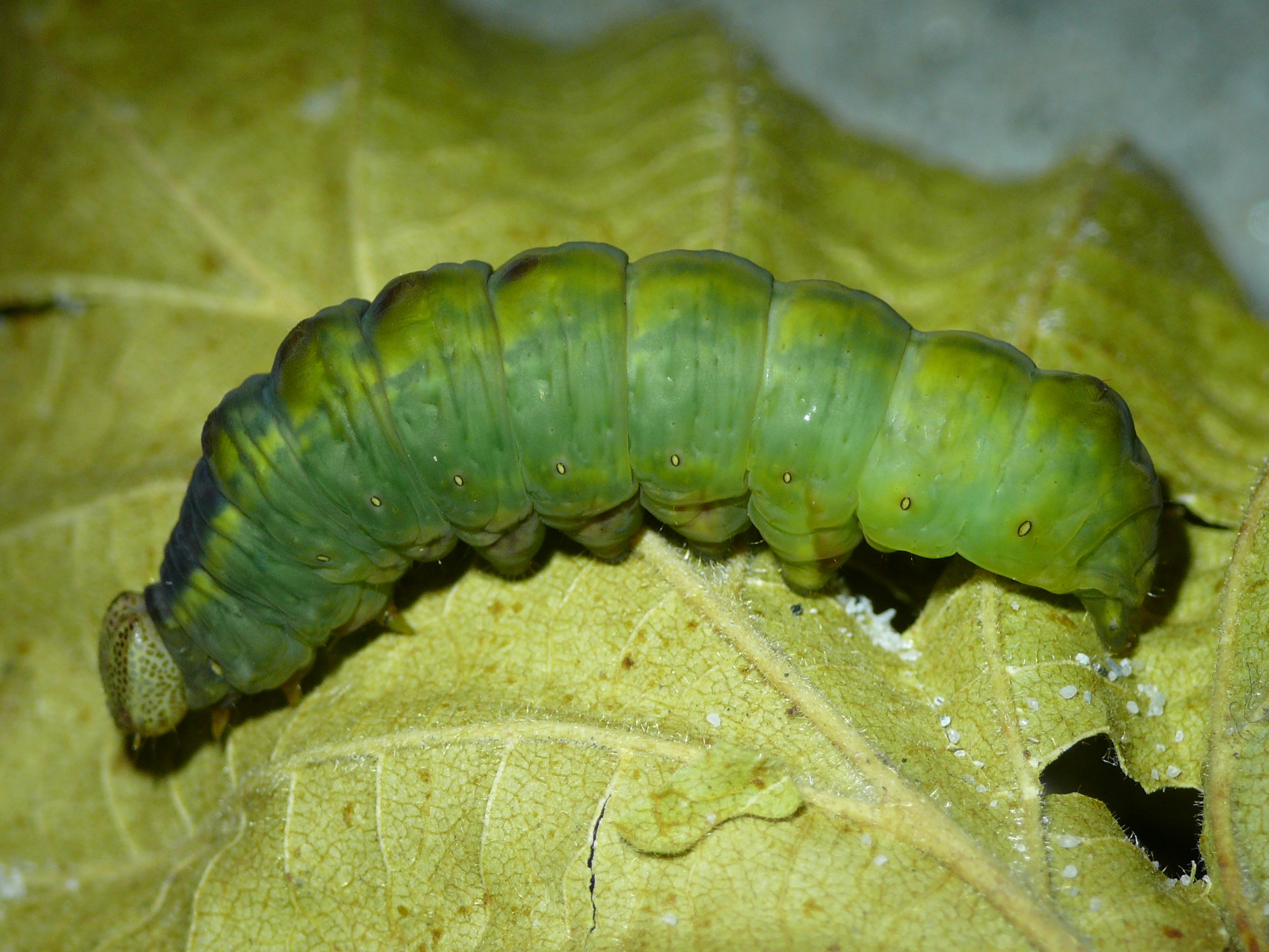
Raupe kurz vor der Verpuppung,
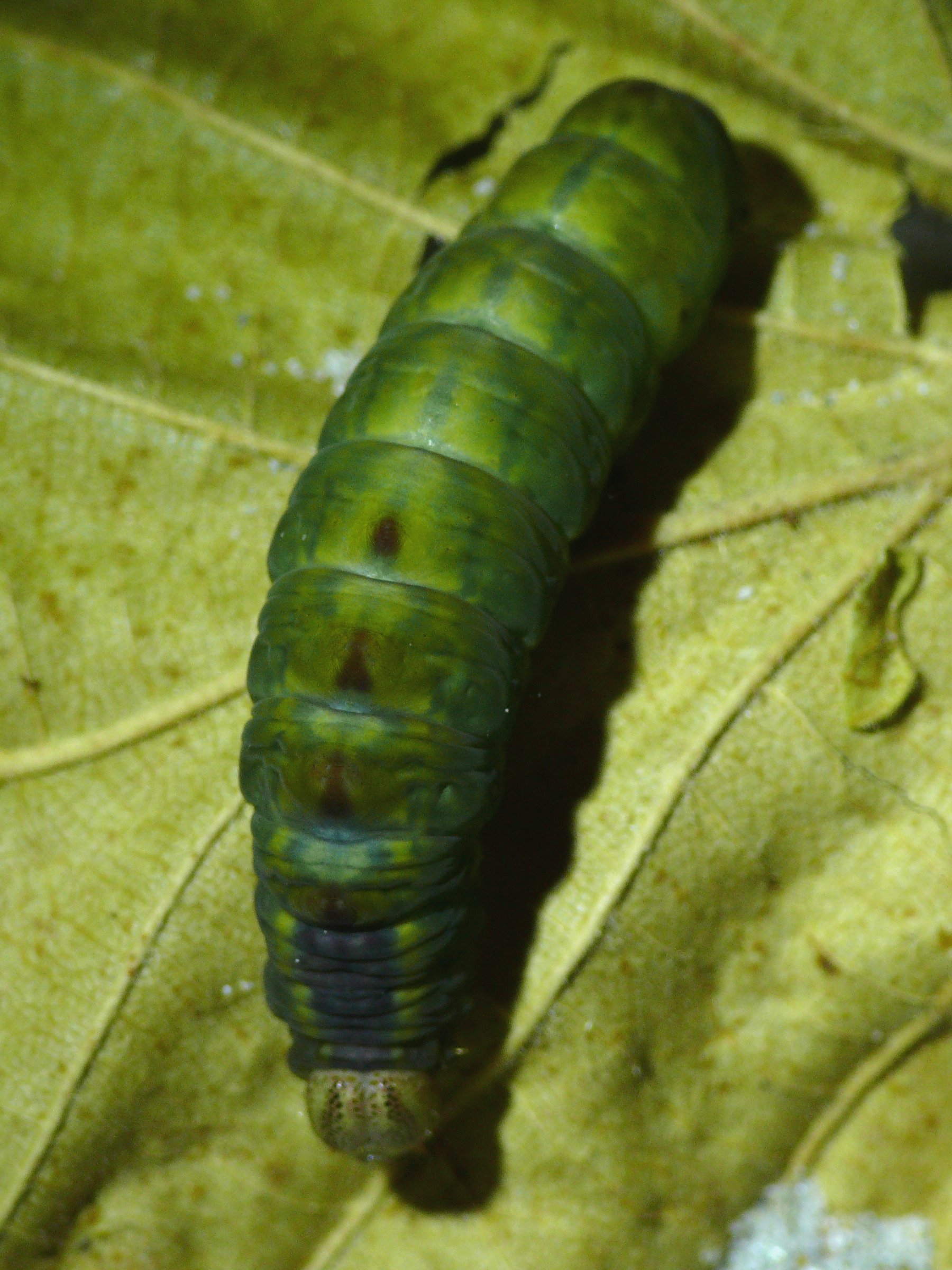
Die Höcker haben sich wieder zurückgebildet.

## Vorkommen
Die Tiere kommen in Europa und Kleinasien vor und leben sowohl in trockenen als auch in feuchten Gebieten mit Beständen ihrer Futterpflanzen, wie zum Beispiel an Waldrändern, in Auwäldern, Mooren und auf Heiden, aber auch in Parks. Sie kommen häufig vor.

## Lebensweise
Die nachtaktiven Falter, vor allem die Männchen, lassen sich in der Nacht leicht von künstlichem Licht anlocken.

### Flug- und Raupenzeiten
Die Art fliegt in zwei Generationen pro Jahr von Mitte Mai bis Juni und von Ende Juli bis Ende August. Die Raupen aus den Eiern der ersten Generation findet man von August bis September, die der zweiten im Juni und Juli des darauffolgenden Jahres. Im Gebirge fliegt nur eine Generation von Juni bis Juli.

### Nahrung der Raupen
Die Raupen ernähren sich von den Blättern der Hänge-Birke (Betula pendula) und Schwarzerle (Alnus glutinosa) selten auch von Zitterpappel (Populus tremula), Sal-Weide (Salix caprea) und Gemeiner Hasel (Corylus avellana).

## Entwicklung
Die Raupen verpuppen sich in einem Gespinst am oder im Boden. Die Puppe ist schwarzbraun gefärbt. Die Puppen der zweiten Generation überwintern.

## Referenzen